# Márton Vincze
Márton Vincze, in Deutschland auch Martin Vincze (* 17. November 1904 in Budapest, Österreich-Ungarn; † 11. Januar 1941 in Budapest) war ein ungarischer Filmarchitekt.

## Leben und Wirken
Vincze erhielt in der zweiten Hälfte der 1920er Jahre seine künstlerische Ausbildung und stieß mit Beginn des Tonfilmzeitalters in Ungarn (1930) als Szenenbildner zum heimischen Film. In nur einem Jahrzehnt gestaltete er zu rund einhundert Filmen die Kulissen, darunter auch eine beträchtliche Zahl an Co-Produktionen mit Deutschland bzw. Österreich. Eine Reihe an Filmen, die er bautechnisch gestaltete, waren auch deutschsprachige Versionen ungarischer Filme, an denen zahlreiche aus Hitler-Deutschland geflohene Juden mitwirkte. Inszenierungen von Hermann Kosterlitz, István Székely, Géza von Bolváry, Hubert Marischka, Karel Lamač und sogar Veit Harlan zeigten seine Bauentwürfe. Vincze starb völlig überraschend zum Jahresbeginn 1941, nur 36 Jahre jung. Über die Umstände seines frühen Todes ist derzeit nichts bekannt.

## Filmografie (Auswahl)
- 1930: Csak egy kislány van a világon
- 1931: A kék bálvány
- 1932: Der alte Gauner (A vén gazember)
- 1933: Iza néni
- 1933: Rakoczy-Marsch
- 1934: Lila akác
- 1934: Peter, das Mädchen von der Tankstelle (Peter)
- 1934: Emmy
- 1934: Ende schlecht, alles gut
- 1935: Ball im Savoy
- 1935: Kleine Mutti
- 1935: Es flüstert die Liebe
- 1935: 4½ Musketiere
- 1936: Alles für Veronika (Fräulein Veronika)
- 1936: Mädchenpensionat
- 1936: Wo die Lerche singt
- 1936: Mircha (Bubi)
- 1937: Ich vertraue dir meine Frau an (Rád bizom a feleségem)
- 1937: Sein letztes Modell
- 1937: Pat und Patachon im Paradies
- 1937: Ihr Leibhusar
- 1938: A 111-es
- 1938: Marika
- 1938: Rozmaring
- 1939: Toprini nah
- 1939: Semmelweis
- 1939: Öt ora 40
- 1940: Férjet keresek
- 1940: Sarajevo
- 1940: Vision am See (Tóparti látomás)
- 1941: Végre!
- 1941: Herz in Gefahr (Lángok)